# Estadio Jorge "Palmareño" Solís
El Estadio Jorge "Palmareño" Solís, es el estadio de la Asociación Deportiva Palmares. Se encuentra ubicado en las afueras de la ciudad de  Palmares, Costa Rica, a una altitud de 1017 m s. n. m.. 
Lleva el nombre de uno de los exfutbolistas del pueblo: Jorge Solís Vargas, destacado jugador quien militó en Club Sport La Libertad, Alajuelense y Ramonense en Costa Rica; así como en México con el Atlas, Nacional y Tampico y en Guatemala con el Municipal.

## Partidos internacionales
El 25 de febrero de 1998 el Real Estelí de Nicaragua jugó como local ante LD Alajuelense por la Copa de Campeones de la Concacaf 1998, que terminó con victoria para Alajuelense por 3-1.